# Милзен
Милзен (њем. Mülsen) општина је у њемачкој савезној држави Саксонија. Једно је од 33 општинска средишта округа Цвикау. Према процјени из 2010. у општини је живјело 12.305 становника. Посједује регионалну шифру (AGS) 14524200.

## Географски и демографски подаци
Милзен се налази у савезној држави Саксонија у округу Цвикау. Општина се налази на надморској висини од 246–449 метара. Површина општине износи 49,6 km². У самом мјесту је, према процјени из 2010. године, живјело 12.305 становника. Просјечна густина становништва износи 248 становника/km².